# Practice – Die Anwälte
Practice – Die Anwälte ist eine amerikanische Justizserie von David E. Kelley. Zwischen 1997 und 2004 wurden acht Staffeln produziert. Die Serie startete mit den Hauptdarstellern Dylan McDermott, LisaGay Hamilton, Steve Harris, Camryn Manheim und Kelli Williams.
Mit Abschluss der siebten Staffel wurden McDermott, Williams und Hamilton durch James Spader und Rhona Mitra ersetzt. Die Serie wurde unter anderem mit 15 Emmys und drei Golden Globes ausgezeichnet.

## Handlung
Die Serie beschreibt den Alltag in der jungen, auf US-Strafrecht spezialisierten Anwaltskanzlei Donnell, Young, Dole und Frutt, später Young, Frutt und Berluti in Boston.
Zu den Mandanten zählen neben mutmaßlichen Mördern, Drogendealern und Vergewaltigern auch bislang unauffällige Menschen, wie beispielsweise ein 13-jähriger Junge, der aus Wut, nicht an einem Campingausflug teilnehmen zu dürfen, seine Mutter erschießt, oder ein 11-Jähriger, der seinen durchgedrehten Vater tötet, um seine Mutter von dessen Terror zu befreien.
Die Grenzen zwischen Opfern und Tätern, Recht und Gerechtigkeit, Mitgefühl und Abscheu, Macht und Machtlosigkeit von und vor Gesetzen, der Spagat zwischen Verantwortung für den Mandanten und dem eigenen Gewissen, juristischer und menschlicher Moral, verläuft in Practice fließend, realistisch – und, für amerikanische Serien, fast schon brutal ehrlich.

## Besetzung
Die Serie wurde bei der Arena Synchron in Berlin vertont. Georg Bischoff und Karin Lehmann schrieben die Dialogbücher, Peter Wesp führte die Dialogregie.

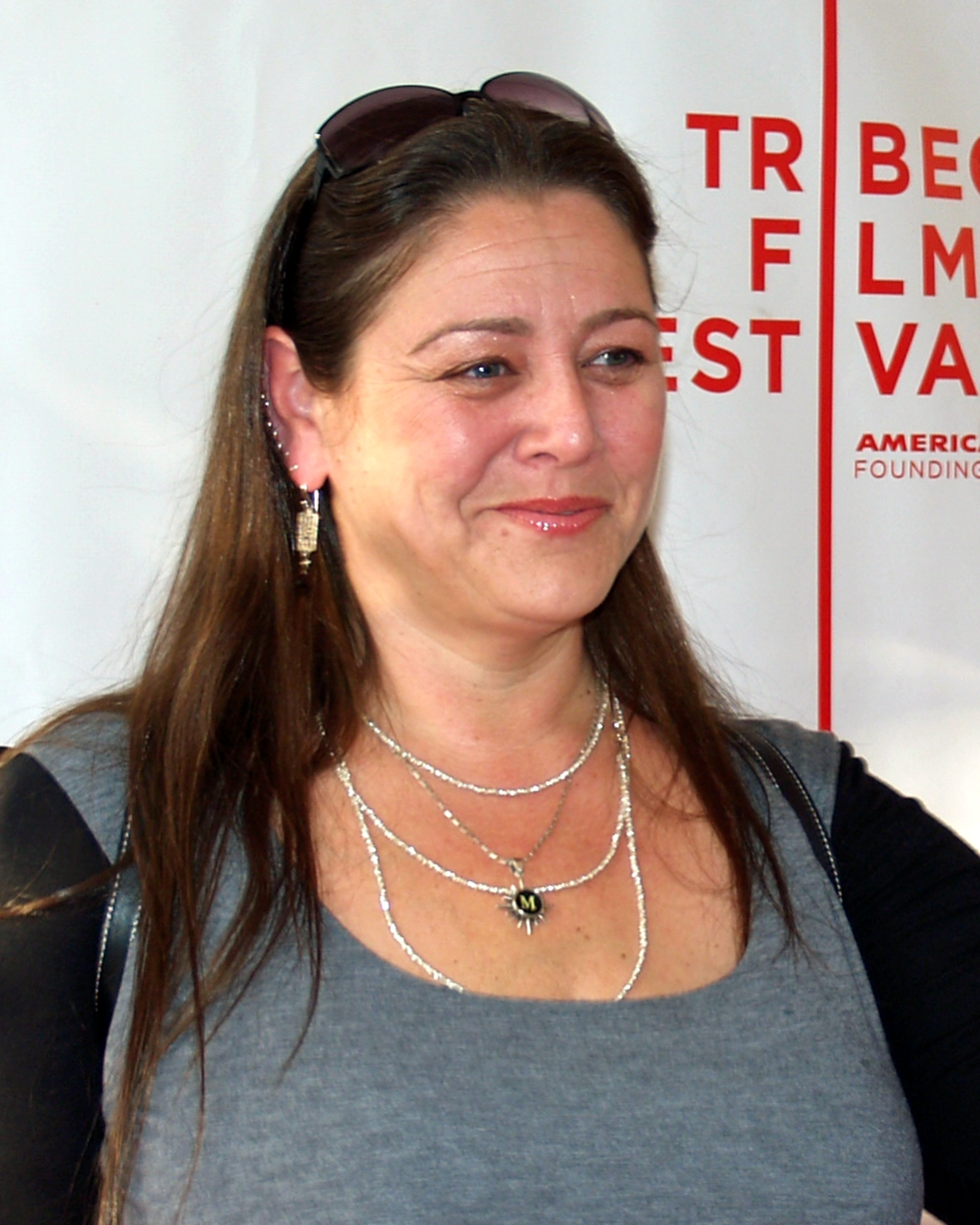
Camryn Manheim (2007)
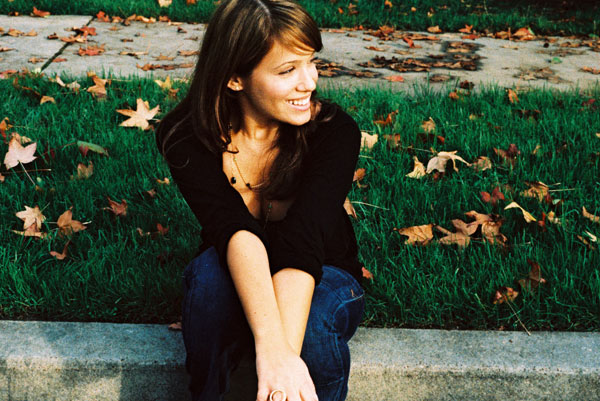
Marla Sokoloff
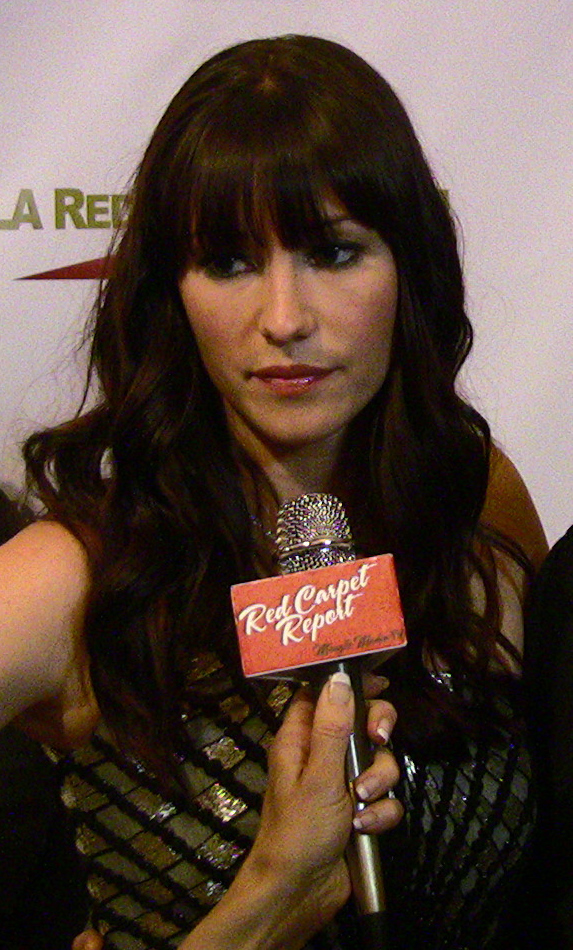
Chyler Leigh (2011)
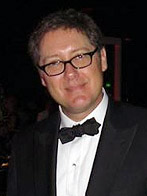
James Spader (2007)
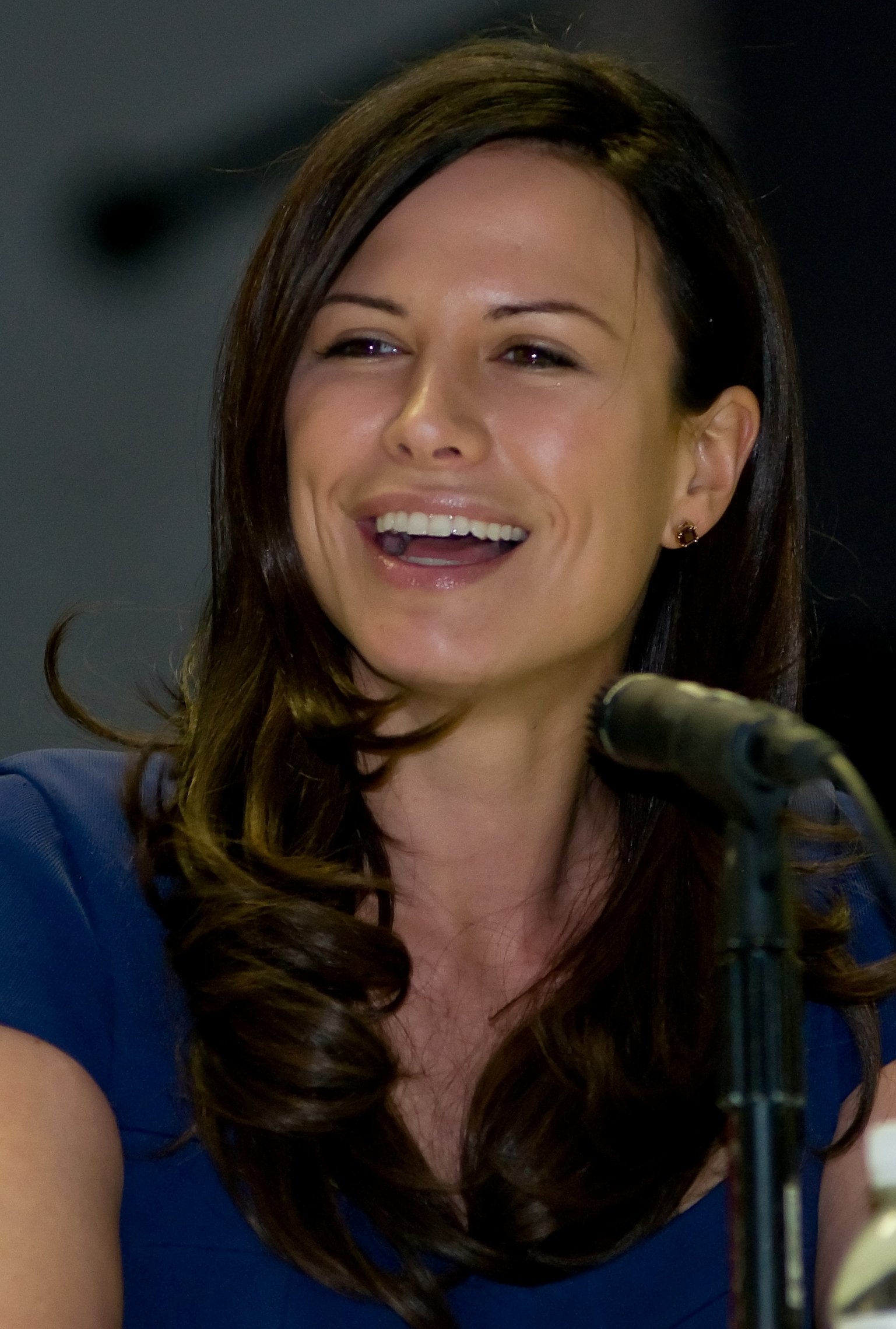
Rhona Mitra (2009)
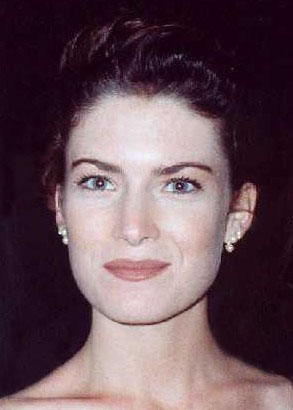
Lara Flynn Boyle (1990)
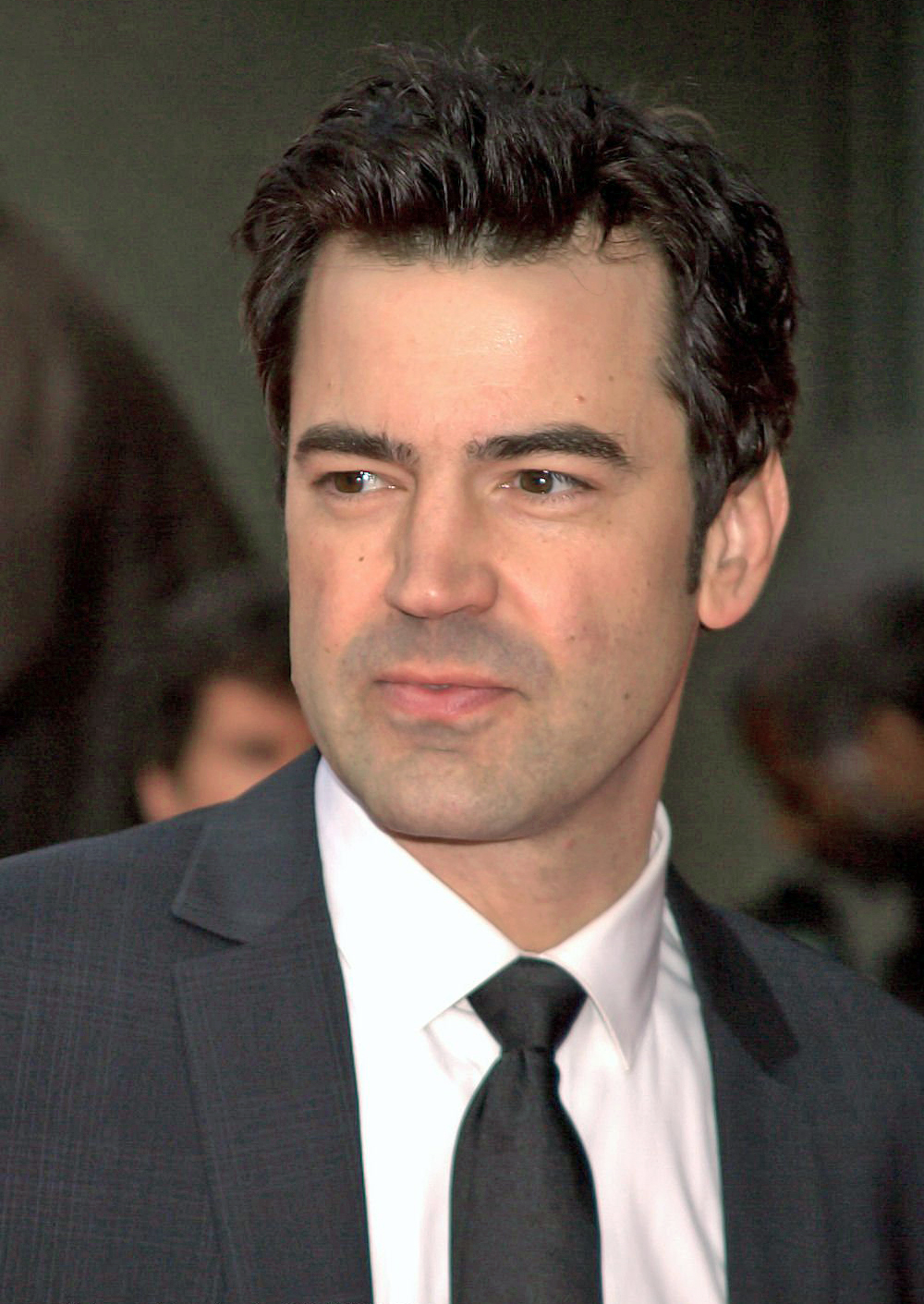
Ron Livingston (2010)

| Rollenname                | Schauspieler      | Hauptrolle (Staffeln) | Hauptrolle (Episoden) | Gastrolle (Staffeln) | Gastrolle (Episoden) | Deutsche Sprecher                                       |
| ------------------------- | ----------------- | --------------------- | --------------------- | -------------------- | -------------------- | ------------------------------------------------------- |
| Anwälte                   |                   |                       |                       |                      |                      |                                                         |
| Robert G. „Bobby“ Donnell | Dylan McDermott   | 1–7                   | 1–146                 | 8                    | 167–168              | Stefan Staudinger                                       |
| James „Jimmy“ Berluti     | Michael Badalucco | 1–8                   | 4–168                 | 1                    | 2–3                  | Uwe Paulsen                                             |
| Rebecca Washington        | LisaGay Hamilton  | 1–7                   | 1–146                 |                      |                      | Diana Borgwardt                                         |
| Eugene Young              | Steve Harris      | 1–8                   | 1–168                 |                      |                      | Peter Reinhardt                                         |
| Ellenor Frutt             | Camryn Manheim    | 1–8                   | 1–168                 |                      |                      | Sonja Deutsch                                           |
| Lindsay Dole              | Kelli Williams    | 1–7                   | 1–146                 |                      |                      | Debora Weigert (Folge 1–97) Bianca Krahl (Folge 98–146) |
| Lucy Hatcher              | Marla Sokoloff    | 3–7                   | 44–146                | 3, 8                 | 36–43, 162–164       | Dascha Lehmann                                          |
| Jamie Stringer            | Jessica Capshaw   | 7–8                   | 125–168               |                      |                      | Melanie Hinze                                           |
| Claire Wyatt              | Chyler Leigh      | 7                     | 138–146               | 7                    | 137                  |                                                         |
| Alan Shore                | James Spader      | 8                     | 147–168               |                      |                      | Nicolas Böll                                            |
| Tara Wilson               | Rhona Mitra       | 8                     | 147–168               |                      |                      | Tanja Geke                                              |
| Staatsanwälte             |                   |                       |                       |                      |                      |                                                         |
| Helen Gamble              | Lara Flynn Boyle  | 2–7                   | 7–9, 13–16, 21–146    |                      |                      | Irina von Bentheim                                      |
| Richard Bay               | Jason Kravits     | 5                     | 80–101                | 4                    | 58–79                | Michael Pan                                             |
| Alan Lowe                 | Ron Livingston    | 6                     | 102–114               |                      |                      | Peter Flechtner                                         |

### Gastbesetzung
Neben der Stammbesetzung waren verschiedene bekannte Schauspieler aus Film und Fernsehen in der Serie zu sehen, darunter Rene Auberjonois, Lake Bell, Tony Danza, Patrick Dempsey, Lisa Edelstein, David Garrison, Linda Hunt, John Larroquette, John C. McGinley, Christopher Reeve, William Shatner, Sharon Stone, Armin Shimerman, Betty White und Anton Yelchin. Einige ihrer Figuren waren später im Serien-Ableger Boston Legal erneut in Gastrollen zu sehen oder wurden dort Teil der Stammbesetzung.

## Ausstrahlungen in Deutschland
ProSieben strahlte in Deutschland nur die ersten vier Staffeln aus. So wurden vom 5. Juni bis 25. September 2000 lediglich 79 von insgesamt 168 Folgen gezeigt. Dabei wurde die 3. und 4. Staffel unter dem Titel Einspruch! – Kanzlei Donnell & Partner ausgestrahlt. Von Mai 2001 bis Juni 2002 wiederholte kabel eins alle 57 Folgen der ersten drei Staffeln. Seit 20. Mai 2008 wiederholt der Pay-TV-Sender FOX Channel die ersten drei Staffeln der Serie. Laut FOX Channel sind die Rechte für die Ausstrahlung lediglich der ersten drei Staffeln erworben worden. Vom 5. März bis zum 4. Juni 2010 strahlte Kabel eins die finale achte Staffel immer freitags um 23:15 bzw. später um 00:15 aus. Infolge schlechter Quoten am Freitagabend wurde die Ausstrahlung der neuen Folgen nach 13 Folgen abgebrochen. Anfang 2010 wurde bekannt, dass FOX Channel die Rechte jetzt auch an den Staffeln vier bis sieben hat. Diese wurden ab dem 19. April 2010 ausgestrahlt. Dabei wurden die 5. und 6. Staffel in deutscher Erstausstrahlung gezeigt, während die siebte Staffel nicht gezeigt wurde.
Vom 14. Juni bis zum 5. Juli 2011 wurde die achte Staffel von Beginn bei 9Live ausgestrahlt. Dabei wurden die Folgen 14 bis 22 der achten Staffel in deutscher Erstausstrahlung gesendet. Anschließend wurde die achte Staffel mehrfach wiederholt, bis der Sendebetrieb eingestellt wurde. Damit bleibt die siebte Staffel die einzige, die noch nicht auf Deutsch ausgestrahlt wurde.

## Ableger
Boston Legal ist ein Ableger der Serie. Boston Legal wurde in der achten Staffel von Practice mit den letzten sieben Folgen eingeführt. In Boston Legal wurden die Darsteller James Spader und Rhona Mitra und ihre Rollen übernommen. Die Rollen Denny Crane und Sally Heep wurden ebenfalls in diesen letzten Folgen eingeführt.

## DVD
Die ersten 13 Folgen sind seit Juni 2007 in den USA & Australien auf DVD erhältlich. Die DVD-Box ist unter dem Titel Volume One erhältlich.
In Großbritannien ist die erste und zweite Staffel am 27. Februar 2012 auf DVD erschienen.
Ab Januar 2014 soll nach und nach die Veröffentlichung der Serie auf DVD über Studiocanal in Deutschland erfolgen.
Von Januar 2014 bis März 2014 wurden die Volumes 1 bis 3 veröffentlicht, welche zusammengenommen den Staffeln 1 und 2 entsprechen. Nach ca. zwei Jahren werden am 21. Januar 2016 die Staffeln 3 und 4 (diesmal nicht als Volume) veröffentlicht. Am 7. April 2016 wurde die finale 8. Staffel veröffentlicht.
Somit fehlen weiterhin Staffel 5 und 6, welche bisher nur im Pay-TV gelaufen sind, sowie Staffel 7, welche im deutschen TV (weder Pay-TV noch Free-TV) bisher nie ausgestrahlt wurde. Auf Nachfrage bei Studiocanal wurde mitgeteilt, dass sie die Rechte an den Staffeln 5 bis 7 nicht besitzen.